# Gale Harold
Gale Morgan Harold III (født 10. juli 1969 i Decatur, Georgia, USA) er en amerikansk skuespiller.

## Karriere
Gale afsluttede high school på The Lovett School i Atlanta, Georgia og kom siden ind på Washington DC American University, på et fodboldstipendium. Han droppede dog ud efter kun et år pga. uenigheder med sin træner.[kilde mangler]
Gale flyttede så til San Francisco, Californien, hvor han dyrkede sin interesse for at fotografere på San Francisco Art Institute.
Gale har siden 1999 arbejdet som skuespiller og er mest kendt for sin rolle som Brian Kinney i den kontroversielle tv-serie Queer as folk fra 2000-2005.

## Filmografi
- The Secret Circle (2011-12) Charles Mead
- Passenger Side (2008) Karl
- Sexo en serie (ТВ) (2008) Brian Kinney
- Falling for Grace (2006) Andrew Barrington, Jr.
- Unit, The (2006 – 2009) Rory
- Vanished (2006) Agent Graham Kelton
- Grey's Anatomy (2005 – 2009) Shane
- Life on the Ledge (2005) Chaz
- Martha: Behind Bars (2005) Peter Bacanovic
- Unseen, The (2005) Harold
- Fathers and Sons (2005) Elliott
- Desperate Housewives (2008 – 2009) Jackson Braddock
- Deadwood (2004 – 2006) Wyatt Earp
- Wake (2003) Kyle Riven
- Rhinoceros Eyes (2003) Detective Phil Barbara
- Particles of Truth (2003) Morrison Wiley
- Street Time (2002 – 2003) Geoff Beddoes
- Mental Hygiene (2001) David Ryan
- 36K (2000) Booker O'Brien
- Queer as Folk (2000 – 2005) Brian Kinney
- Law & Order: Special Victims Unit (1999 – 2009) Dr. Garrett Lang